# Kaukázusi luc

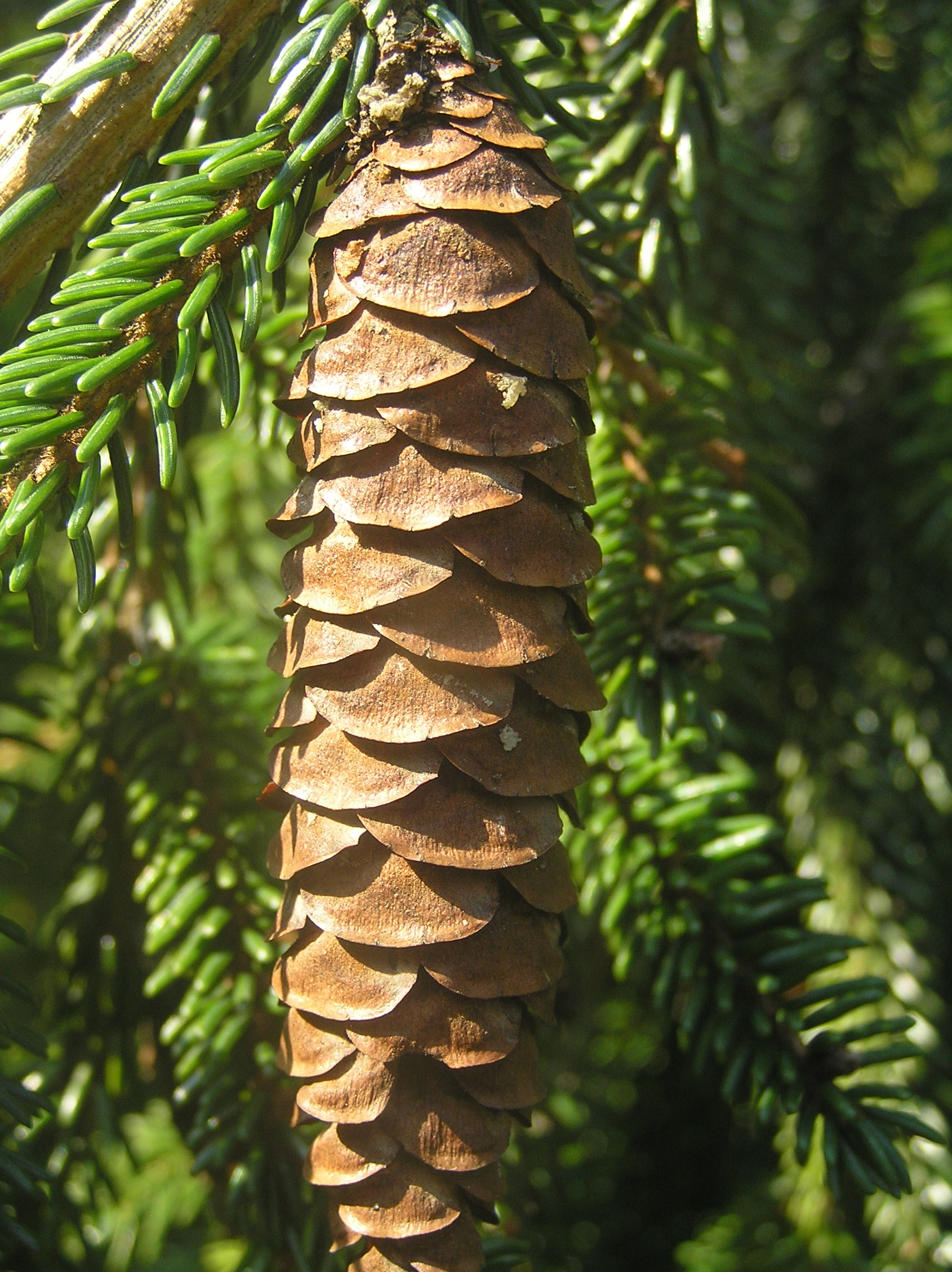
Tobozos ága

A kaukázusi luc (Picea orientalis) a fenyőalakúak (Pinales) rendjében a fenyőfélék (Pinaceae) családjába sorolt lucfenyő (Picea) nemzetség egyik faja. 

## Származása, elterjedése
A Kaukázus hegyeiben honos. A kertészetekben számos változatát árulják; Magyarországon is sokfelé ültetik.

## Megjelenése, felépítése
Eredeti termőhelyén 30–50 m magasra is megnő. Ágai ívesen elhajlanak, a végük kissé feláll.
Rövid, csak kissé szúrós tűlevelei fénylő sötétzöldek.
5–10 cm hosszú, 2–3 cm széles tobozai fiatalon kékeslilák, éretten megbarnulnak. A fajcsoport többi tagjához hasonlóan tobozpikkelyei simák, lekerekítettek.

## Életmódja, termőhelye
Szabadon állva igen látványos, földig ágas koronát nevel; erdőben felkopaszodik. Az idősebb példányok rendszeresen teremnek.
Igényei a közönséges lucfenyőéhez (Picea abies) hasonlóak; teljesen télálló. A lucfenyő-gubacstetű (Adelges abietis) fertőzi, de többnyire nem hatalmasodik el rajta. Fő elterjedési területén állománya stabil; védelme nem szükséges (IUCN).

## Felhasználása
Díszfának sokfelé ültetik.

### Kertészeti változatai
Számos változatát szelektálták. Néhány ezek közül:
- Aurea — Alkata a törzsváltozatéhoz hasonló, de annál kissé lassabban nő. Levelei a fiatal hajtásokon sárgák, majd apránként kizöldülnek. A friss, kevés klorofillt tartalmazó leveleket a direkt napsütés könnyen megperzseli.
- Key Kea —
- Skylands —

## Képek

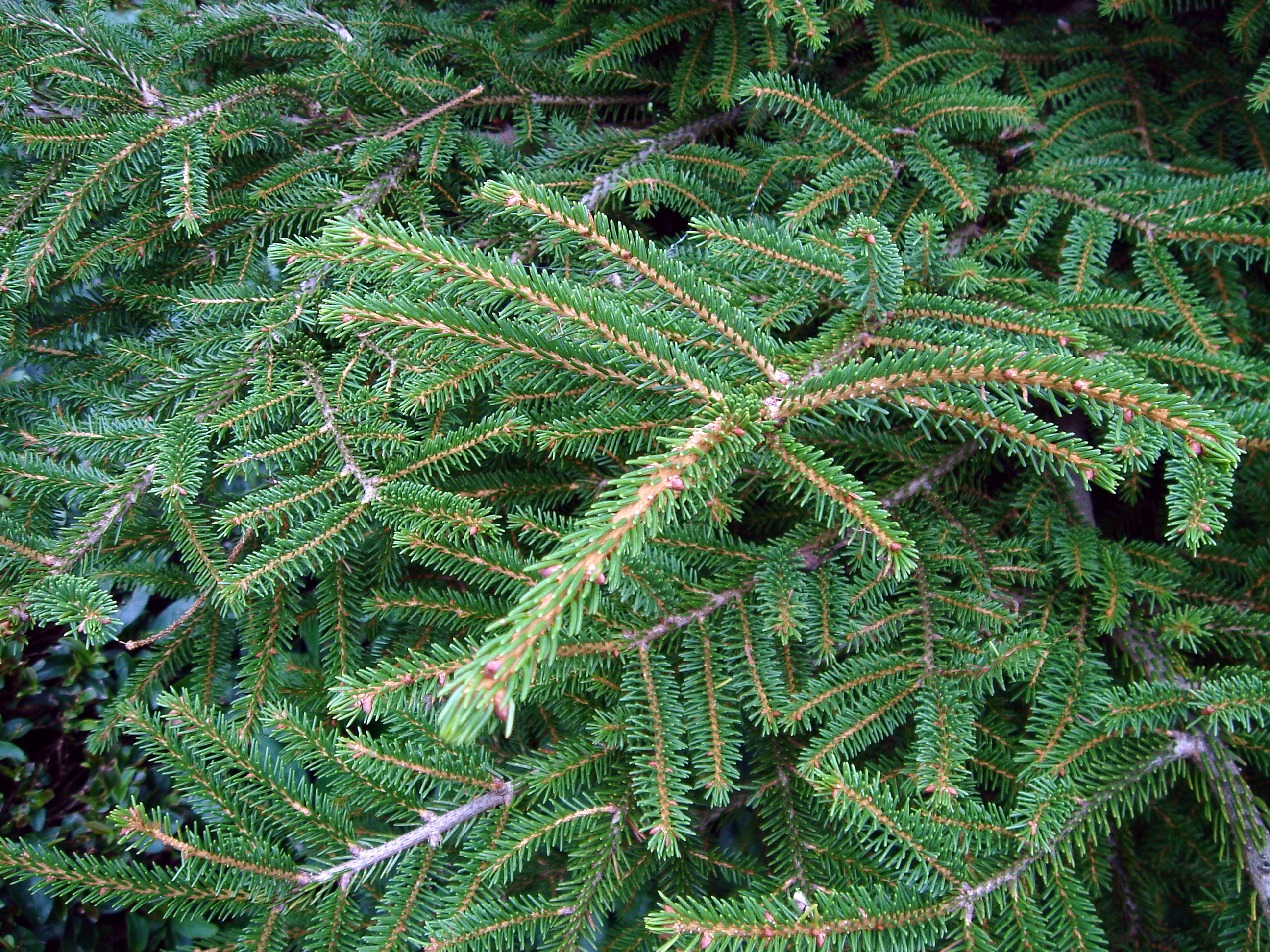
Ágrendszere
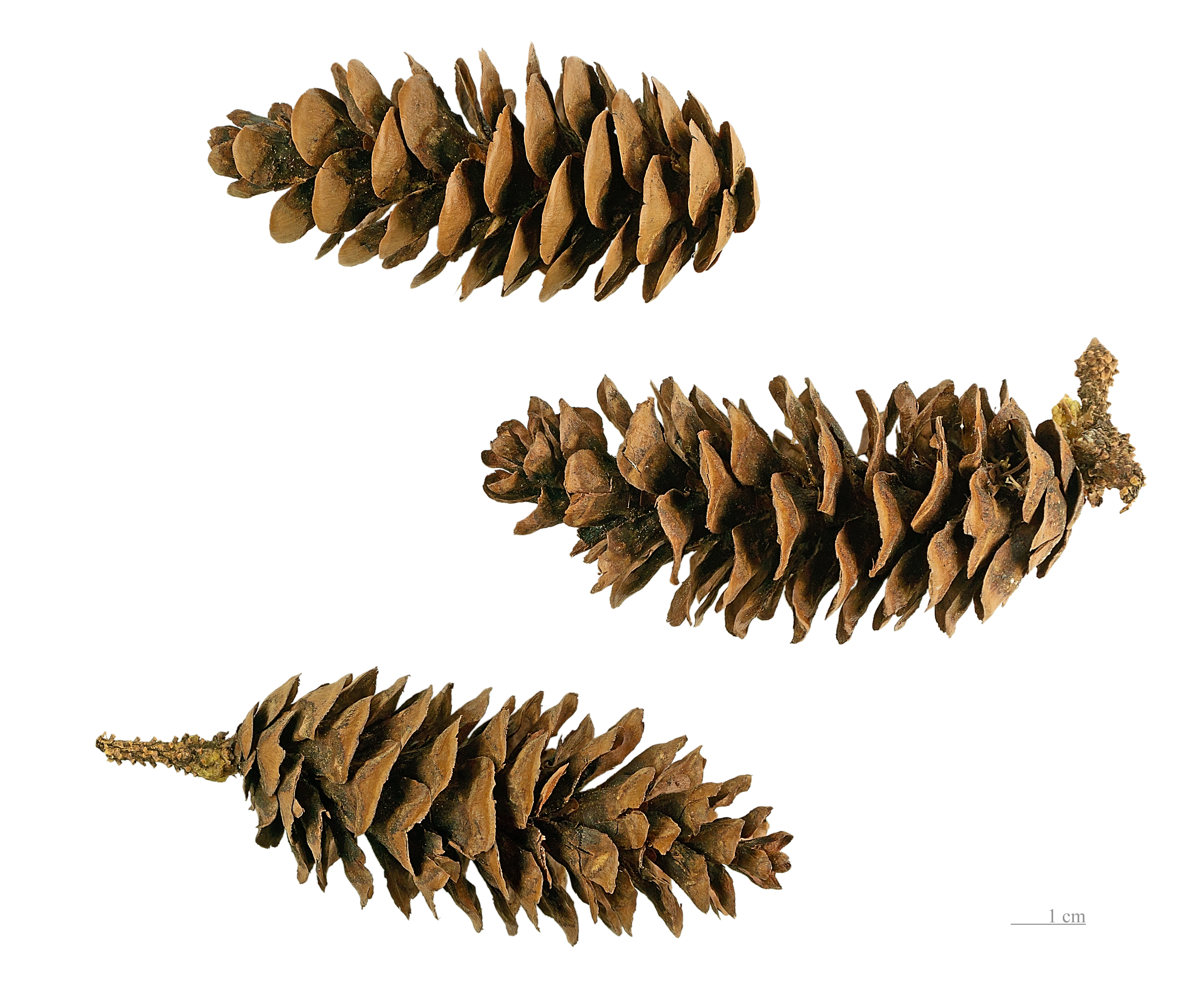
Érett, kipergett tobozai
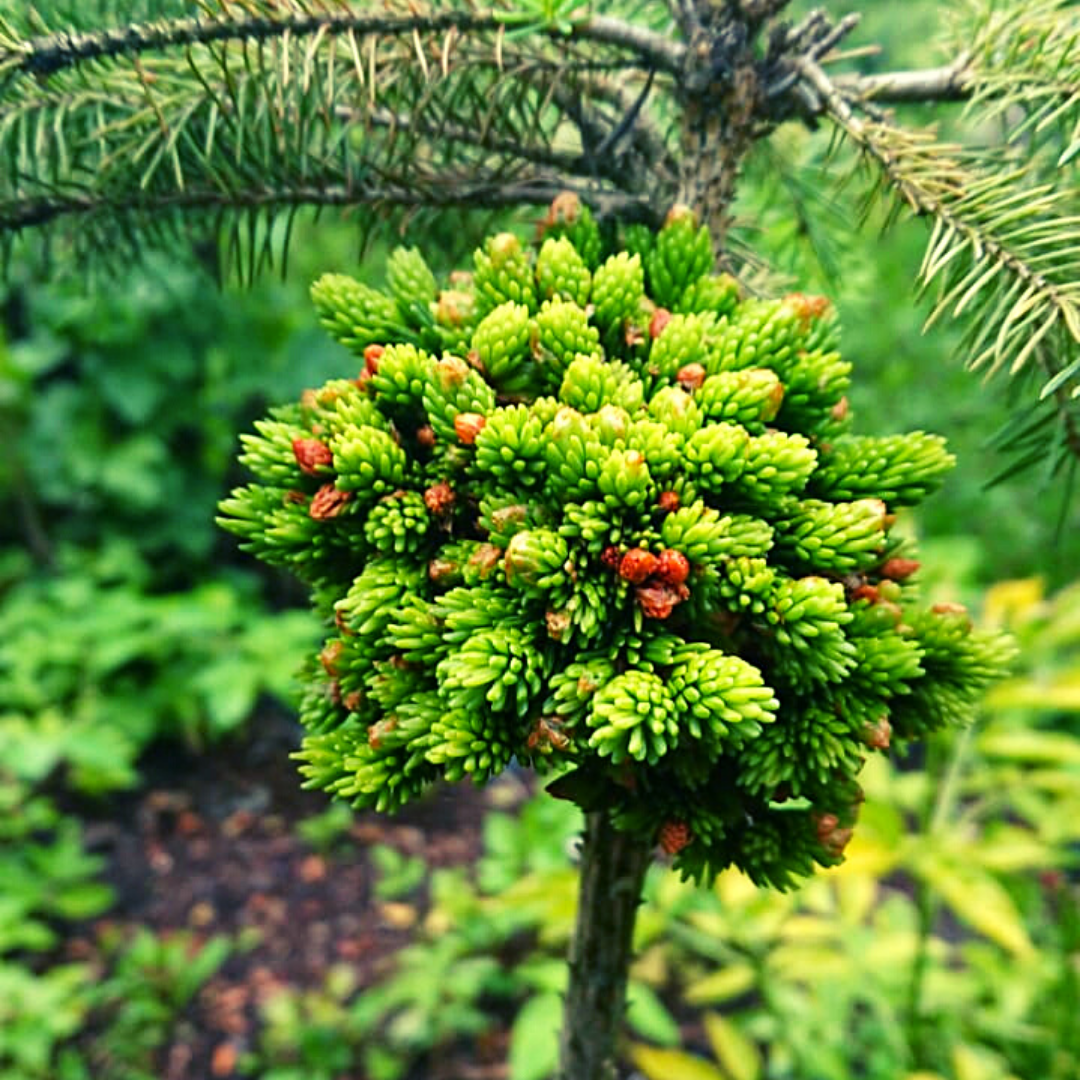
Key Kea kertészeti változat
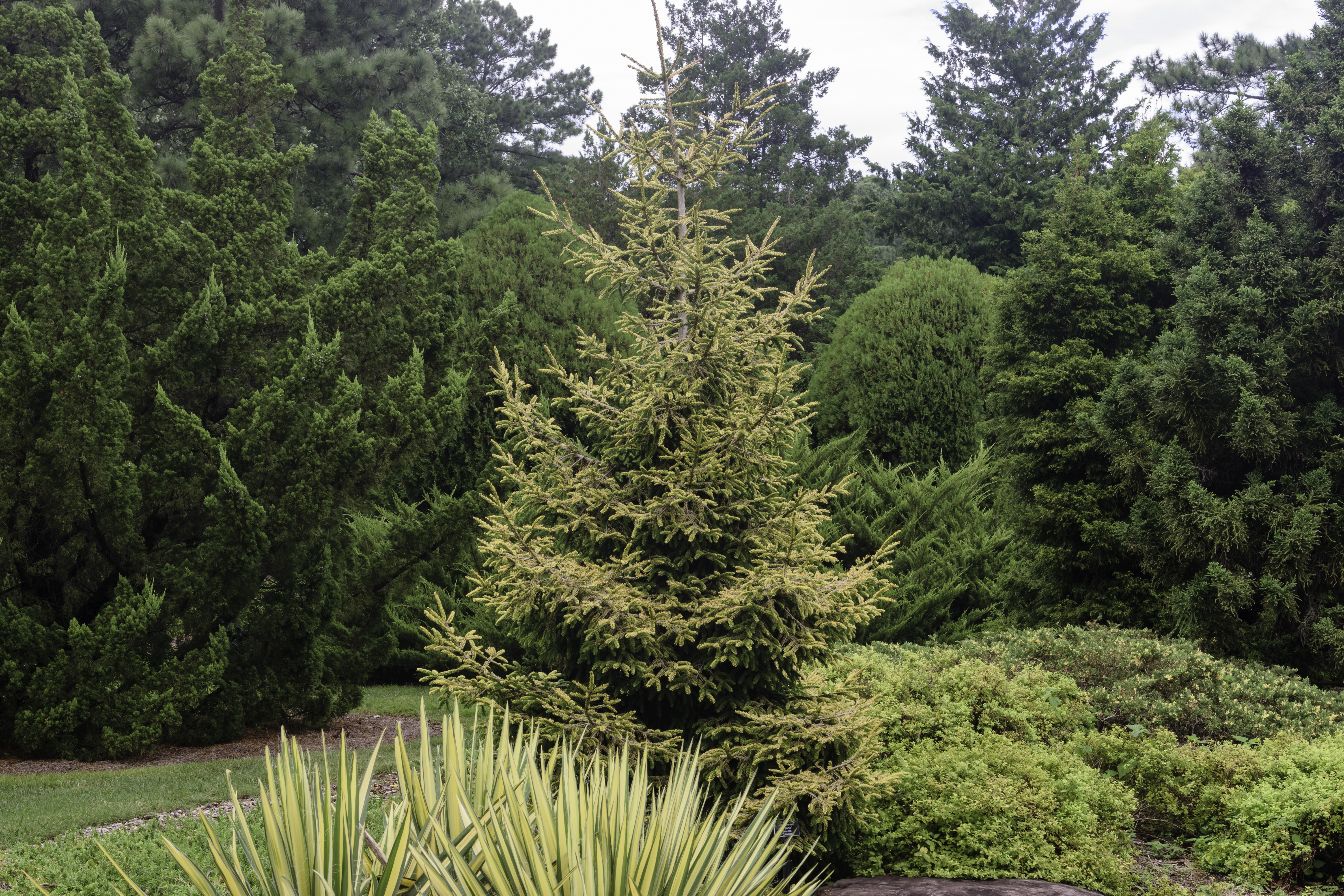
Skylands kertészeti változata a Norfolki Botanikus kertben, a NATO-hídtól keletre